# Cropping
Cropping [ˈkɹɒpɪŋ] (englisch für „abschneiden, stutzen“) ist das Beschneiden von Bildrändern, um das Bildformat in ein anderes Format zu übernehmen, ohne dass dabei schwarze Ränder entstehen oder das Bild verzerrt werden muss. Insbesondere beim Film sind bestimmte Seitenverhältnisse (aspect ratio) zu berücksichtigen.
Das Cropping verändert die Kadrierung und den Bildausschnitt.

## Bildbearbeitung

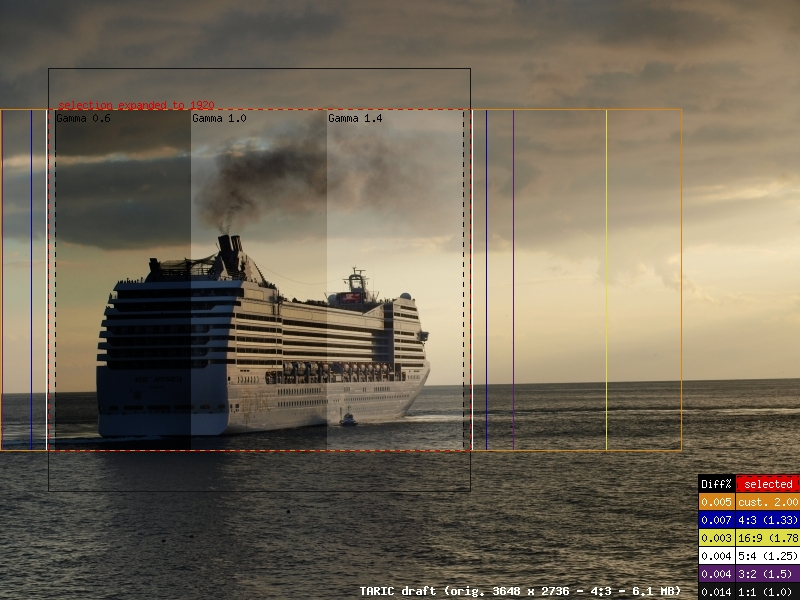
Zuschnittslinien um einen Bildausschnitt zur Erzeugung bestimmter Bildseitenverhältnisse

Bei der Bildbearbeitung wird durch Cropping ein Bildausschnitt erzeugt, der nicht zwingend wie beim Film ein festes Seitenverhältnis haben muss. Ebenso kann er außerhalb der Bildmitte oder vertikal ausgerichtet sein. Durch formatgerechtes Zuschneiden auf das Hauptmotiv kann das ursprüngliche Bildseitenverhältnis auch erhalten oder ein anderes erzeugt werden. Neben der Verbesserung der Bildkomposition dient das Cropping mit festem Bildseitenverhältnis dem Erhalt eines einheitlichen Erscheinungsbildes und der gezielten Anpassung an Standardformate, z. B. für den Ausdruck.

## Film

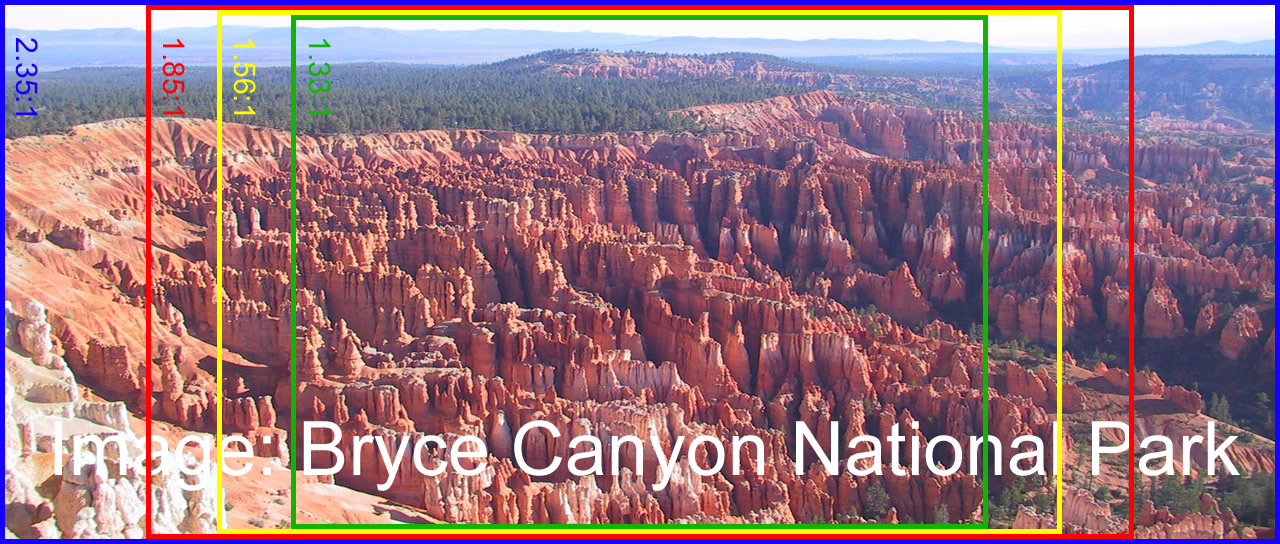
2,35:1-Bild mit gängigen Seitenverhältnissen im Kino.

Diese Methode wird häufig bei der Portierung von Kinofilmen für das Fernsehen angewendet. Dabei wird der Bildüberhang vom 16:9-Bild des Kinofilmes zum 4:3-Bild im Fernsehen abgeschnitten. Dabei verhindert man zwar das „Letterboxing“, jedoch gehen dabei Bildinformationen verloren. Deutlich wird dieser Verlust von Informationen beim Vorspann, wenn ein Teil des Namens nicht mehr zu erkennen ist, weil er sich außerhalb des 4:3-Bildes befindet (gut auf dem „1,33:1 Bild“ rechts zu erkennen, der Schriftzug Image: Bryce Canyon National Park ist nur noch zum Teil zu erkennen). Da es Usus ist, die Filme zu croppen, vor allem beim 2,35:1 Bild auf 1,85:1 (16:9), wird meistens bei den Dreharbeiten darauf geachtet, dass zumindest alle wichtigen Bildinhalte im 16:9 Rahmen enthalten sind. Dafür gibt es den Schutzbereich (englisch safe area), der dem Kameramann und dem Regisseur auf einem Extra-Monitor das momentane Kamerabild anzeigt, jedoch mit über dem Bild eingeblendeten Seitenverhältnisrahmen. Im Fernsehen ausgestrahlte oder auf DVD vorliegende Filme in Originalseitenverhältnis werden auch als Original Aspect Ratio (OAR) bezeichnet. Unter Filmemachern wird es nicht gerne gesehen, wenn Sendeanstalten eigenmächtig das Seitenverhältnis ihrem Sendeformat anpassen. Umgekehrt gibt es z. B. DVD-Veröffentlichungen, bei denen (nur) während des Filmvorspanns und Abspanns der Bildinhalt eines Breitwandfilms so verkleinert wird (was einen zusätzlichen schwarzen Rahmen rundum gegenüber dem Originalformat zur Folge hat), dass auch auf einem Fernseher bzw. Monitor im 4:3-Format alle Texte und Namen sichtbar sind; ein Beispiel ist die DVD-Veröffentlichung von Brust oder Keule der Universum Film GmbH&Co.KG von 2004 (2,35:1, anamorph kodiert, PAL, Regionalcode 2).

## Automatisch - Manuell
Bei Neuveröffentlichungen (z. B. ein 2,35:1-Kinofilm für eine 16:9-DVD) ist Cropping oft unvermeidlich. Neben der Auswahl des Zielformats ist hier auch die Entscheidung zwischen automatischem und manuellem Cropping nötig:

### Automatisches Cropping
Der Bildausschnitt wird einmalig für den ganzen Film festgelegt und erfordert dann bei der Konvertierung keinerlei Eingriffe mehr. Dies ist am billigsten, zerstört aber mitunter die Bildkomposition. In Extremfällen erscheinen ganze Szenen sinnlos; typisches Beispiel sind hier Cinemascope-Western mit Duellszenen, bei denen in der 4:3-TV-Fassung beide Duellanten außerhalb des sichtbaren Bildes stehen.

### Manuelles Cropping
Der Bildausschnitt wird für einzelne Szenen oder einzelne Kameraeinstellungen nach künstlerischen Gesichtspunkten festgelegt. Mitunter wird der Bildausschnitt auch während einer Szene stetig verschoben oder bei einzelnen Szenen Letterboxing in Kauf genommen. Die Mehrkosten für dieses Verfahren liegen typischerweise bei knapp 1000 € für einen 90-minütigen Spielfilm; es wird – wie beispielsweise eine Farbkorrektur – vor allem bei hochwertigen Veröffentlichungen angewandt.

### Beispiele

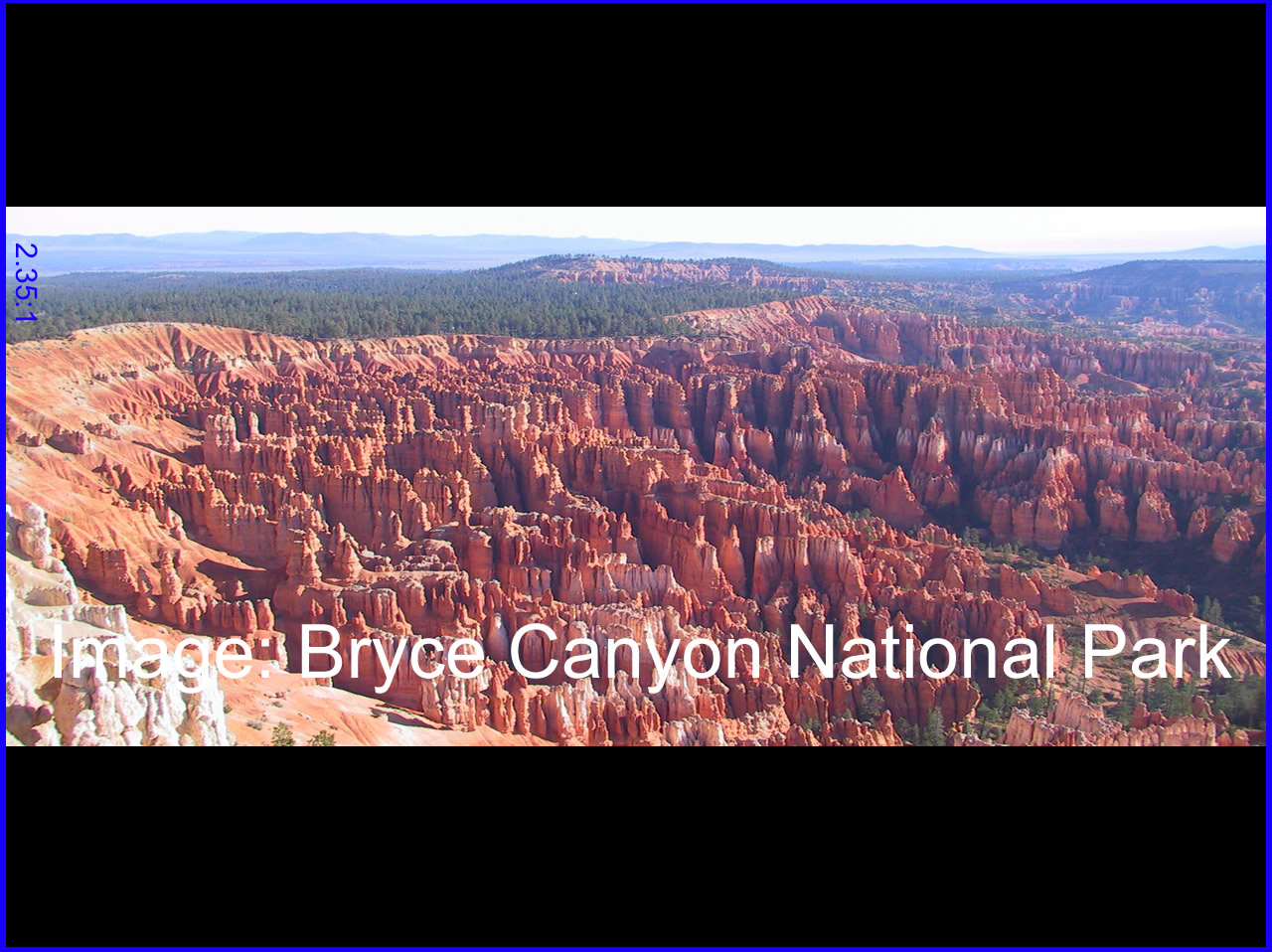
2,35:1-Bild mit Letterbox auf 4:3 gebracht, das ganze Bild ist sichtbar.
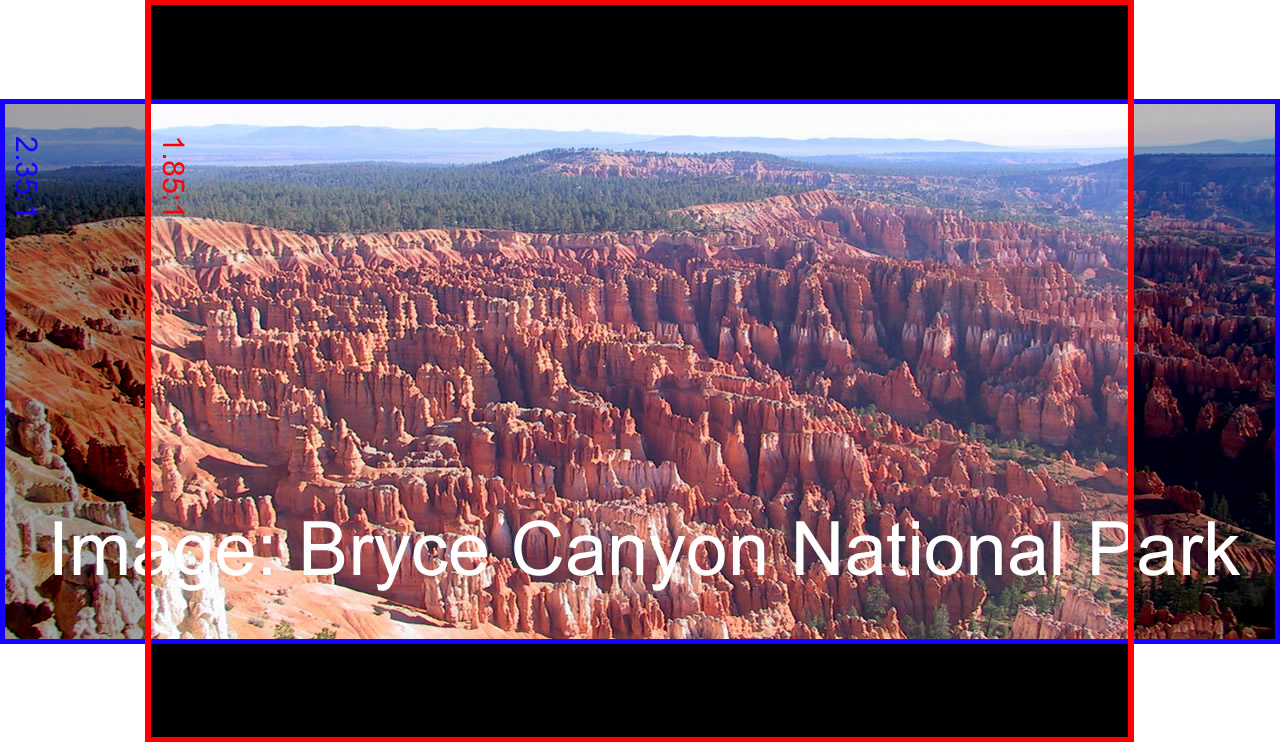
1,85:1-Bild mit Letterbox auf 4:3 gebracht. Typisches 16:9-Bild, nicht mehr das gesamte Bild ist sichtbar.
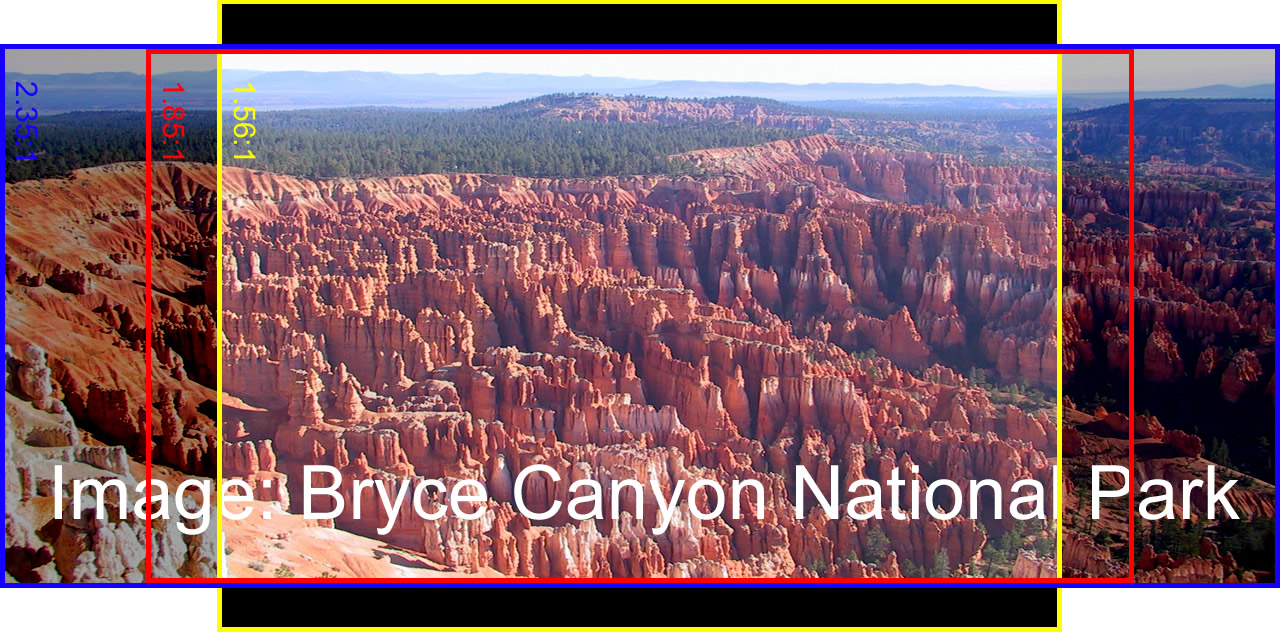
1,55:1-Bild mit Letterbox auf 4:3 gebracht. Kompromiss zwischen 16:9 und 4:3, wird häufig im UK angewendet.
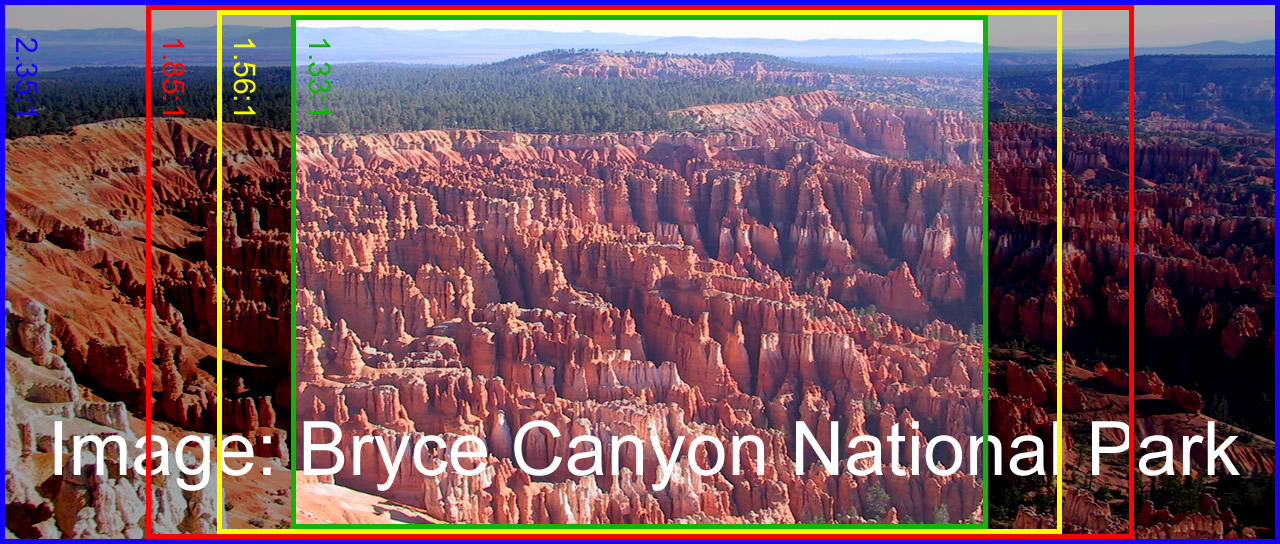
1,33:1-Bild. Letterbox braucht nicht eingefügt zu werden, da es sich schon um 4:3 handelt. Kaum noch Bildinformationen sichtbar, vor allem beim Schriftzug.

Erklärung zum Bildaufbau:
- Rahmen stellen den sichtbaren Bereich des jeweiligen Seitenverhältnisses dar.
  - Blau: 2,35:1
  - Rot: 1,78:1 (16:9)
  - Gelb: 1,55:1 (14:9)
  - Grün: 1,33:1 (4:3)
- Der durch das Croppen nicht mehr sichtbare Bereich des Bildes wird dunkler dargestellt.
- Die Rahmen der jeweils größeren Seitenverhältnisse werden angezeigt; die Rahmen, die sich innerhalb des sichtbaren Bildes befänden, sind ausgeblendet, um nicht zu stören. Die eingefügten „letter boxes“ stellen das Bild im 4:3-Seitenverhältnisses prozentual so dar, wie es auf einem 4:3-Fernsehgerät erscheinen würde. Dieses ist dem Bild auf einem 16:9-Fernsehgerät nicht ähnlich.

### Kompromiss
In Großbritannien wird bei 16:9-Filmen vereinzelt auch ein „cropping“ des Bildes auf 14:9 (1,55:1) vorgenommen, bei dem ein wenig vom Bildinhalt links und rechts verlorengeht, aber auch nur ein geringer schwarzer Streifen entsteht. Dies wird andersherum ebenfalls bei 4:3 vorgenommen, dabei wird jedoch der Bildinhalt oben und unten gekürzt. Es besteht zwar eine generelle 16:9-Sendepflicht bei neuen Produktionen, jedoch gibt es genug Zuschauer mit alten 4:3-Fernsehern, und das ist der Grund für diesen Kompromiss.
In Deutschland gibt es kaum Sendungen in 14:9. Entweder wird in 4:3 gesendet oder in den Kino-Breitformaten 1,85:1 und 2,35:1. Ausgenommen sind vereinzelt Dokumentationen von „BBC exclusive“.

### Handhabe von Seitenverhältnissen bei Kaufmedien in den USA
In den USA werden sogar Film-DVD-Veröffentlichungen in zwei Varianten desselben Filmes angeboten. In der originalen Breitbild-Fassung (engl. „widescreen“), wie sie auch im Kino zu sehen war, und als 4:3 Pan & Scan-Version. So kann man entscheiden, ob man lieber das Kinofeeling zu Hause haben möchte, oder lieber den Bildschirm vollständig und effektiv ausgefüllt haben will.

### High Definition TV
Mit Einführung von HDTV und einem festen Seitenverhältnis von 16:9 wird ein „cropping“ des 4:3-Bildes von altem Material verwendet, bei dem die schwarzen Streifen nicht über und unter dem Bild erscheinen, sondern links und rechts davon.

## Digital Video
Bei Digitalvideokameras (DV) wird es angewendet, um Speicherplatz zu sparen (eine Option vieler MJPEG-Karten), oder weil es der DV-Standard mit 704 sichtbaren Zeilen, im Gegensatz zur vollen PAL-Auflösung, so vorgibt.